# Руско-византијски рат (970—971)
Руско-византијски рат или Свјатославова инвазија на Бугарску представља оружани сукоб вођен крајем 10. века на Балкану између Кијевске Русије, Бугарске и Византијског царства. Кијевски владар Свјатослав, охрабрен од Византинаца, напада Бугарску. Бугарско царство је окупирано и постаје вазална територија Руса. Тада долази до сукоба Византије и Русије. Рат се завршио победом Византинаца и повлачењем Руса из Бугарске која постаје део територије Византијског царства.

## Византијско-бугарски сукоб
Године 927. завршен је дугогодишњи Византијско-бугарски рат. Мировни споразум који је потписан том приликом обезбедио је четрдесетогодишњи период мира у односима ове две државе. Обе државе напредовале су током овог периода. Однос снага се, међутим, временом променио у корист Византије. Порази Абасидског калифата (Византијско-арапски ратови) знатно су ојачали спољнополитички положај царства које је у време Симеона Бугарског било на ивици пропасти. Нови византијски цар, Нићифор II Фока, одбио је 965. године да Бугарима исплати данак који је мировним споразумом из 927. године био предвиђен. Међутим, Нићифор је био презаузет ратовањем на истоку како би се у потпуности могао посветити рату са Бугарском. Због тога у помоћ позива своје савезнике Русе. Свјатослав, руски кнез, одазива се позиву.

## Руско-бугарски рат
Византинци су рачунали на то да Руси изврше само дипломатски притисак на Бугарску. Свјатослав је, међутим, покренуо огромну војску која је убрзо освојила кључне територије Првог бугарског царства на североисточном Балкану (967—969). Страховити пораз су Бугари доживели у бици код Силистре која је вођена на пролеће 968. године. Бугарски цар Борис II признао је Свјатославову власт. Свјатослав је планирао да настави са походом на југ до саме Византије. То би значило да би се на Балкану створила моћна руско-бугарска држава која би представљала озбиљну опасност по византијску државу. То су били узроци избијања рата између Византије и Русије.

## Пораз Првог бугарског царства
Године 970. византијски цар Јован I Цимискије био је заузет гушењем устанка Варда Фоке због чега није стигао да интервенише по питању експанзије Русије. Почетком следеће, 971. године, Цимискије покреће кампању против Руса. Своје трупе из Азије пребацио је у Тракију. Прикупио је залихе и опсадну опрему, а морнарица је пратила експедицију. На Ускрс 971. године, Цимискије је напао изненађене Русе. Руси су доживели велики пораз у бици код Аркадиополиса. Византијска војска (30-40.000 људи) потом се упутила на север, ка Бугарској. Без проблема, војници су стигли пред зидине бугарске престонице, Преслава. Руска војска поражена је пред зидинама града након чега Византинци освајају бугарску престоницу. Бивши бугарски цар, Борис II, доведен је у Цариград где је и званично лишен царске титуле.

## Свјатославов пораз
Главне руске снаге под командом самог кнеза Свјатослава повукле су се пред византијском армијом на Доростру на Дунаву. Опсада Доростре је трајала читава три месеца. Византинци су блокирали град и са копна и са мора. Пред Доростром су вођене три битке. У све три су Византинци однели победу. Последња и главна битка вођена је крајем јула. Руси су поражени и присиљени на капитулацију. Одржан је састанак Цимискија и Свјатослава на коме су договорени услови предаје Доростре. Руским војницима дозвољено је да напусте град након што предају све заробљенике и задобијени плен. Свјатослав је морао положити заклетву да између две земље никада више неће доћи до рата. Тиме је византијско-руски рат завршен. Свјатослав се није вратио у домовину. Убијен је у повратку од стране Печењега у заседи на Дњепру.